# Люберас фон Потт, Иоганн Людвиг
Барон Иоганн Людвиг Люберас фон Потт (Любрас, Johann Ludwig Luberas von Pott; 1687—1752) — российский военный инженер и дипломат шведского происхождения, генерал-аншеф. В 1731—1734 гг. руководил открытием и обустройством Сухопутного шляхетского кадетского корпуса.

## Биография
Род Люберасов шотландского происхождения. Отец Иоганна Людвига, Анания-Христиан принужден был покинуть родину вследствие поражения политической партии, к которой он принадлежал. Ему удалось найти убежище и службу в Швеции. При вступлении на престол Петра Великого Люберасы оказались в Лифляндии и после покорения этой области русскими перешли на службу к русскому царю.
Молодой Люберас был одарённым человеком. Он владел многими языками: шведским, немецким, французским, латинским, быстро обучился русскому, а особенно сумел показать себя искусным инженером. Этому делу он обучался у знаменитого де Геннинга. Пётр дорожил людьми подобного рода. Вначале он оставил Любераса в распоряжении князя Голицына, который действовал во время Северной войны в Лифляндии. Все временные укрепления, которые тогда были там воздвигнуты, делались по указаниям Любераса. В 1714 году он уже был инженер-майором и совместно с Девиером строил ревельскую гавань.
В 1717 году Пётр I отправил Иоганна Любераса в немецкие земли для поиска иностранных специалистов. Там он встретился с отцом, которого убедил отправиться служить в Россию. 
В биографических словарях отец и сын Люберасы слились в одного персонажа: авторы словарных статей о Люберасе-сыне ошибочно указывали, что он являлся вице-президентом Берг-Мануфактур-коллегии, а также автором проектов о коллежском устройстве.
В 1719 году Пётр дал ему ещё более важное и ответственное поручение: наблюдать за всеми баканами и голиками Финского залива. После Ништадтского мира он занялся постройкой и укреплением Рогервика (балтийского порта), приложив особенно много старания для сбора материалов и топографической съемки всей этой местности. Кроме того, с 1723 года, совместно с Мишуковым и Гансом он составлял карту Финского залива и в 1726 году по окончании этого дела представил в Адмиралтейскую коллегию подробное донесение о произведенной им описи Финского залива и карты его.
В январе 1727 года полковник от фортификации Люберас занят постройкой фортеции на острове Наргине. В том же году произведён в генерал-майоры и подчинён Верховному тайному совету. В 1731 году руководит ремонтом Царицынской сторожевой линии. Возвратившись в Петербург в 1731 году Люберас был приставлен к важному и ответственному делу — организации и заведованию Сухопутного шляхетского кадетского корпуса, но недолго оставался при нём, и в феврале 1734 года был заменён Минихом.
С 1733 года он был откомандирован в Польшу в распоряжение фельдмаршала Ласси и командовал несколькими полками. С Ласси Люберасу было легко уживаться, но когда на смену ему прибыл Миних, давно уже не ладивший с Люберасом, между ними начались ссоры. Миних жаловался на него, просил предать военному суду, который и состоялся. Но у Любераса был могущественный покровитель, страшный самому Миниху, — Лёвенвольде, и при помощи его он вполне оправдался.
Вернувшись в Россию, исправлял укрепления Нарвы и состоял «при фортификации». В апреле 1737 года по резолюции Кабинета министров Люберас (впервые здесь названный бароном) становился во главе совещаний из инженеров и архитекторов для рассмотрения вопроса о чистке боровицких, нощинских и других порогов на реках Мсте и Тверце. 19 января 1739 года был пожалован по его прошению в генерал-поручики, а 23 января назначен генерал-лейтенантом от армии и фортификации с жалованьем наравне с прочими генерал-лейтенантами. 14 июля того же года он откомандирован был для осмотра и исправлений крепостей в Кронштадте, Выборге и Кексгольме со штатом служащих в Военной коллегии. 13 октября указом из Кабинета ему приказано было немедленно вернуться в Петербург. На него возлагалось секретное поручение укреплять окрестности столицы, в частности Кронштадт, вследствие слухов о военных передвижениях шведов. Люберас тотчас же приступил к съемке и описи части Финского залива, между Кронштадтом и Выборгом, отбыв и лично для наблюдения за этим делом из столицы. Ввиду его заслуг, с него сняты были числившиеся на нём недоимки и выдано в награду 3000 рублей.
Во время празднования мира, заключённого с турками в 1740 году, Люберас был пожалован кавалером ордена Святого Александра Невского. 20 марта 1741 года, после увольнения Миниха в отставку, Люберасу передали начальствование над Инженерным корпусом и фортификационными делами. 16 апреля 1742 года Люберас, названный при этом случае Иваном (а не Иоганном, как было раньше), передал Сенату Высочайшие распоряжения императрицы Елизаветы Петровны по случаю предстоящей коронации 25 апреля и в самый день коронации был пожалован в полные генералы.
В эту пору жизни Люберас начинает заниматься политикой: принимает участие в придворных партиях и вмешивается в ведение иностранных дел. Он примкнул к франко-прусской придворной партии, снискал милость Лестока, и при начале переговоров о мире со шведами (в 1742 г.) неожиданно для А. П. Бестужева-Рюмина оказался вторым полномочным министром на мирном конгрессе в Або. Бестужев был вне себя от этой кандидатуры и докладывал императрице о невозможности посылать для защиты русских интересов шведа по рождению, немца по образованию и француза по убеждению. Когда Елизавета, в ответ на настояния Лестока, относительно Любераса указала, что он «немец», то он ей возразил: Петр Великий заключил Ништадтский мир тоже при посредстве немца, да и он сам, Лесток, немец, а это не помешало ему помочь Елизавете в достижении ею престола. 7 декабря 1742 года Люберас был назначен на конгресс в Або и действовал, вполне прикрываясь авторитетом Румянцева. Со времени его прибытия в Або сразу начались уступки в пользу побеждённой нами Швеции. В том духе вел он дело до конца, все время предсказывая России неудачу. Бестужев назвал его и Румянцева «плохими пророками». Однако императрица осталась Люберасом очень довольна и по возвращении в Петербург щедро его наградила: ему пожалованы были две мызы в Рижском уезде.
Люберас принял деятельное участие в кознях сторонников франко-прусской ориентации против Бестужева. В январе 1744 года по их настояниям Люберас получил важное и ответственное поручение в Стокгольм. Там в это время шла решительная и очень важная для России борьба с Пруссией, и на этот пост следовало бы назначить опытного и ловкого дипломата, а не генерала, сторонника Шетарди, Мардефельда и Лестока с их присными. Однако тщетно Бестужев представлял Императрице всю невозможность этого шага, убеждая её: «что всегда прибыточнее будет Россиянина дурака, да верного подданного, нежели иноземца-изменника в такое важное дело употребить». Однако это назначение состоялось. 3 января при докладе Бестужева императрица лично подтвердила приказание отправления в Стокгольм Любераса, дав ему в запас кредитив и грамоту на звание полномочного министра при шведском короле, с жалованьем в 8000 руб. и на экипажи 5000 руб. По желанию Любераса, подтвержденному и императрицей, он избрал путь не через Финляндию, как настаивал Бестужев, а через Берлин, Гамбург и Копенгаген. С его стороны была даже попытка заехать в Дрезден, но тут уже и императрица воспротивилась, находя такое путешествие слишком длинным и непомерно затягивающим дело. 18 января 1744 года ему выданы были подъёмные, и он в сопровождении приличной свиты отбыл за границу.
В частности, он увозил с собою секретаря Симолина, которого Бестужев хотел оставить в Петербурге, но по приказанию императрицы отпустил с Люберасом. Зато другой секретарь его Чернев оказался преданным слугой Бестужева и во все время пребывания при Люберасе осведомлял вице-канцлера об истинном ходе дела. В конце июня (3 июля нов. стиля) 1744 года Люберас был в Пруссии. Фридрих II принимал его с почётом и в Берлине, и в Потсдаме. Прусский король считал посылку Любораса за показатель торжества своей партии в России и думал, что прибытие этого генерала в Швецию положит конец всем усилиям Бестужева отстоять русские интересы в этой стране. Между прочим, он был уверен в помощи со стороны Любераса для заключения прусско-шведского союза, крайне невыгодного для России.
Люберас уговорил короля вести переговоры о союзе Швеции и России не в Петербурге, где господствует «неверное» государыне министерство, а в Стокгольме, и уехал, довольный приёмом и своими действиями дипломата. Через три дня после приёма у короля, Люберас удосужился написать о нём императрице, извещал её о тревоге Фридриха, насчет возможной в России смены на престоле, доносил Елизавете о пересылке английскому посланнику Тироули 600 000 рублей для подкупов вице-канцлера и министров и организации переворота; сообщал о желании короля знать, кто будет канцлером и о любопытстве его насчет русских нерегулярных войск: калмыков и казаков.
Из Берлина Люберас поехал в Копенгаген. Король Дании Кристиан VI принял его очень внимательно и много с ним говорил об опасности чрезмерного роста Пруссии. Ему казалось, что остановить его можно только с помощью России, союза с которой он искал.
Наконец, в конце 1744 года Люберас прибыл в Стокгольм и сразу же показал и свою неспособность и неумение разобраться в положении дел. Он совершенно не замечал характера поведения наследного принца и махинаций франко-прусской партии. Дело дошло до того, что соглядатай при нём и корреспондент Бестужева, Чернев, прямо называет Любераса «неблагонадежным», а его безумные траты, швыряние деньгами и высокомерие характеризует словами «великопосольская немощь». Люберас пропустил подготовку прусско-шведского союза; совершенно вопреки приказаниям Елизаветы заверил графа Гилленборга в расположении к нему императрицы и самого Бестужева. Вдобавок Елизавета сделала для Бестужева невозможным следить за всеми действиями новоявленного дипломата, так как поручила ему все доношения пересылать ей прямо в руки. Главная цитадель, где шла борьба России за господство на севере, была в опасности. Это, наконец, заметила и сама императрица. 12 декабря 1745 она приказала Любераса сместить.
На его место был назначен А. М. Пушкин, но он был ещё в пути, когда ему приказали ехать в Данию, а в Швецию 13 января 1746 года отправили И. А. Корфа. Корф прибыл в Стокгольм в конце апреля, но Люберас оставался на своём посту до конца июня 1746 года, очевидно вводя нового посланника в курс дел и сдавая их ему.
Осенью 1746 года Люберас вернулся в Петербург и снова занялся укреплением Кронштадта и благоустройством его. В том числе, он закончил Кронштадтский канал и 30 июля 1752 года присутствовал при торжественном открытии его императрицей. По этому случаю Елизавета возложила на него знаки ордена св. Андрея Первозванного и подарила ему 15 000 рублей.
Когда Люберас умер, по приказанию императрицы, в счёт заслуженного им жалованья, было выдано на погребение 2000 рублей. Сменивший Любераса Корф с ужасом писал Бестужеву о промахах, ошибках и преступных попустительствах своего предшественника, надеясь на отдачу его под суд. Однако Бестужев ответил на это: «помянутые дела хотя в совести его и уличают, однако ж без верного доказательства ни на что осудить не можно».

## Источник текста
- Люберас или Любрас фон-Потт, Иоганн-Людвиг // Русский биографический словарь : в 25 томах. — СПб.—М., 1896—1918.